# 米特基夫齊
49°30′32″N 27°19′31″E / 49.50889°N 27.32528°E
米特基夫齊（烏克蘭語：Митківці）是位於烏克蘭西部的村莊，由赫梅利尼茨基州赫梅利尼茨基區的梅吉比日市鎮負責管轄。該村處於布季爾卡河左岸，面積2.94平方公里，海拔高度318米，2001年人口556。